# 2006 au Manitoba
Chronologie du Manitoba
- 2002
- 2003
- 2004
- 2005
- 2006
- 2007
- 2008
- 2009
- 2010

Cette page concerne des événements d'actualité qui se sont produits durant l'année 2006 au Manitoba, une province canadienne.

## Politique
- Premier ministre : Gary Doer
- Chef de l'Opposition :
- Lieutenant-gouverneur : John Harvard
- Législature :

## Décès
- 16 janvier : Gordon Atkinson, né à Winnipeg le 24 août 1922 et décédé à Montréal, est un homme politique canadien. Il était le député du Parti Égalité de Notre-Dame-de-Grâce de 1989 à 1994.